# کیم مین-وو (بازیکن فوتبال)
کیم مین-وو (انگلیسی: Kim Min-woo (footballer)؛ زادهٔ ۲۵ فوریهٔ ۱۹۹۰) یک بازیکن فوتبال، و ورزشکار اهل کره جنوبی است. 
وی همچنین در تیم‌های ملی فوتبال کره جنوبی بازی کرده‌است.